# Daisuke Ohata
Daisuke Ohata - em japonês, 大畑大介 (Osaka, 11 de novembro de 1975) - é um ex-jogador japonês de rugby union que atuava como ponta.
Ohata celebrizou-se como o maior marcador de tries em jogos da seleções, tendo alcançado 69. Superou o então recordista, o australiano David Campese (que fizera 64), em 2006, ao marcar três diante da Geórgia. Todavia, seu recorde foi recebido com alguma indiferença em algumas nações do alto escalão; a Seleção Japonesa de Rugby, pela qual Ohata estreou em 1996, domina o fraco rugby asiático e isso fez com que estivesse em todas as Copas do Mundo de Rugby, mas costuma fracassar no torneio, só tendo uma vitória nele, contra o Zimbábue, em 1991.
Na terra natal, é aplaudido, tendo ajudado o Japão a recuperar um pouco do orgulho perdido na Copa do Mundo de Rugby de 1995, quando os nipônicos perderam por 17-145 para a Nova Zelândia. Ohata, que marcou tries contra França, País de Gales, Irlanda e Argentina, esteve nas Copas de 1999  e 2003. Duas lesões sucessivas em cada tendão de Aquiles, a segunda quando aquecia-se para enfrentar Portugal no que seria a sua reestreia, o tiraram do mundial de 2007.
Seu último jogo pelo Japão foi em 2006 e anunciou o fim da carreira em janeiro de 2011, após lesionar o joelho.  Ainda assim, chegou a estar entre os pré-convocados para a Copa do Mundo de Rugby de 2011.